# Atlapetes fulviceps
El saltón de aliso (Atlapetes fulviceps), también denominado atlapetes cabecirrufo, afrechero cabeza castaña  o cerquero cabeza castaña, es una especie de ave passeriforme de la familia Passerellidae propia de Argentina y Bolivia. Su hábitat consiste en bosques húmedos montanos y zonas degradadas. No tiene subespecies reconocidas: